# بوليكا
بوليكا هي بلدة وكومونا تقع في مقاطعة ساليرنو، كامبانيا بجنوب غرب إيطاليا.